# Xirvão (cidade)
Xirvão (em azeri: Şirvan, antes de 1938 Zubovka, 1938-2008, Ali Bayramli, azeri: Əli Bayramlı, e outra transcrito como Ali-Bairamly, Ali-Bairamli, Ali-Bayramli, Ali-Bayramly, Ali-Bayramlı, Ali-Bajramli, Ali Bayramli e Aly-Bayramly, também anteriormente, Arab-Shakhverdi) é uma cidade no Azerbaijão, localizada no rio Kura. Seu nome antigo, Ali Bayramli, foi para honrar Bayramov Ali, a cidade foi renomeada para Xirvão pela decisão do Parlamento do Azerbaijão em 25 de abril de 2008. A cidade forma uma das divisões administrativas do Azerbaijão. A população era de 75 453 habitantes em 2008.